# Чарадице
Чарадице (слч. Čaradice) насељено је мјесто са административним статусом сеоске општине (слч. obec) у округу Злате Моравце, у Њитранском крају, Словачка Република.

## Становништво
| Година:    | 1994. | 2004.   | 2014.   | 2024.   |
| ---------- | ----- | ------- | ------- | ------- |
| Број људи: | 555   | 517     | 515     | 545     |
| Разлика:   |       | -6,84 % | -0,38 % | +5,82 % |

| Година:    | 2023. | 2024.   |
| ---------- | ----- | ------- |
| Број људи: | 534   | 545     |
| Разлика:   |       | +2,05 % |

Према подацима о броју становника из 2011. године насеље је имало 511 становника.